# 仮面ライダーギーツ×リバイス MOVIEバトルロワイヤル
- 仮面ライダーシリーズ
  - 仮面ライダーギーツ > 仮面ライダーギーツ×リバイス MOVIEバトルロワイヤル
  - 仮面ライダーリバイス > 仮面ライダーギーツ×リバイス MOVIEバトルロワイヤル
  - 仮面ライダー龍騎 > 仮面ライダーギーツ×リバイス MOVIEバトルロワイヤル

『仮面ライダーギーツ×リバイス MOVIEバトルロワイヤル』（かめんライダーギーツリバイス ムービーバトルロワイヤル）は、2022年12月23日に東映系で公開された日本の映画作品。

## 概要
特撮テレビドラマ『仮面ライダーギーツ』と『仮面ライダーリバイス』のクロスオーバー作品。シームレス2部作構成で、『リバイス』の最後の物語から始まる第1部と、『ギーツ』と『リバイス』が共演する最悪のゲームを描く第2部からなるほか、放送から20周年を迎える『仮面ライダー龍騎』のキャラクターも登場する。
従来の劇場版と同様に、劇場版初登場ライダー（仮面ライダーシーカー）が登場する。

## あらすじ
四人目の子供である幸四郎が生まれ、両親の結婚記念日を祝して温泉宿を訪れていた一輝たち五十嵐家の前に、時空の裂け目から地球外生命体のバリデロとイザンギが襲来し、ギフの力を狙って幸四郎を連れ去る。一輝は幸四郎を守ろうとするが倒され、瀕死の重傷を負って死線を彷徨う中で、心の中でもなお、家族を守る力を求めて試練の道を選ぶ。
その強い思いによって、一輝の記憶から消え去っていたバイスが復活し、ともに仮面ライダーへと変身してイザンギとバリデロを倒す。だが、突如現れた仮面の男によって幸四郎から生まれた悪魔は連れ去られてしまう。
浮世英寿と暮らしていたツムリとギロリが消え、退場したはずの道長も蘇った。世界が誰かによって作り変えられたことを予測した英寿たちはいつもと様子が違うツムリによってデザイア神殿に招集され、ゴールまで幸四郎の悪魔を運ぶ「悪魔マラソンゲーム」が始まる。そんな英寿たちの前に五十嵐家の仮面ライダーやナイト、王蛇、リュウガが現れ、幸四郎の悪魔を探すために戦うが、英寿は一輝を信じて一時休戦する。
英寿と一輝はゲームを終わらせるために、ゴールに幸四郎の悪魔を運ぶが、再び仮面の男によって幸四郎の悪魔は連れ去られてしまう。仮面の男はゲームマスターのコラスを名乗り、仮面ライダー同士が戦う「デザイアロワイヤル」の開催を宣言する。一輝とバイス、英寿は幸四郎の悪魔を取り戻すためにデザイアロワイヤルに参戦し、ナイト、王蛇、リュウガ、そしてシード枠の轟戒真とともに最終戦の「仮面ライダー絶滅ゲーム」に進出する。
だが、コラスとの一騎討ちに勝ったギロリが権限を取り戻したことで、戒真が変身した仮面ライダーシーカーの野望を阻止するためにシカゲームを開催する。

## 本作品オリジナルの登場人物
五十嵐 幸四郎
五十嵐家の三男である赤ちゃんで、幸実曰く「五十嵐家の新ヒーロー」。一輝たちと同様にギフの遺伝子を受け継ぐ末裔であるため、地球外生命体から狙われる。
まだ赤ん坊であるが、一瞬でイザンギの昆虫型デバイスを消し去る力を見せた。
- 4人目の子供というのは、雑談の中でプロデューサーの望月から出たアイデアのひとつで、脚本の木下もその方向で打ち合わせが進んでいったものの半信半疑で、自分たちもサプライズであったという。

幸四郎の悪魔
イザンギによって幸四郎から分離・実体化した悪魔。基本的に大きな声で毒舌。
ギフの力を有しており、イザンギの体内に取り込まれて強化された後、イザンギが倒されるとコラスに連れ去られ、デザイアロワイヤルの道具にされる。その後、仮面ライダーシーカーが、自身の強化に利用した。
- 声を務めた長谷川は、生まれた時の第一声で錦鯉の漫才の登場でやっている「こ～んにちは～」をやってほしいと言われた以外は、基本的に普段の自分のような感じでやって構わないと言われたため、想像していたよりも楽しくできたという。
- ウレタン製のプロップは、可動式外骨格が中に仕込まれており、各種ポージングが可能で、おしゃぶりも取り外せる。

轟 戒真 / 仮面ライダーシーカー
かつてコラスがゲームマスターを務めていたデザイアグランプリで連戦連勝を誇っていた屈強な男で、コラスからは「最強のデザ神」と称されている。優秀な議員の兄たちとは異なり、格闘技チャンピオンとなった。現在は引退していたが、栄一によってデザイアロワイヤルにシード枠で参加させられる。
次元の裂け目が閉じる前に、巨大な塔である破滅の門を裂け目に建設しようとした。
- 『リバイス』のテーマであった家族を意識しており、生まれてきた新しい命のために一丸となるあるべき家族の姿と対比させて、自分の権力のために息子を戦わせているという父親に反して、父親のために戦っていないと言い切る歪んだ家族の姿というイメージとなっている。
- プロの格闘家が演じる案もあったが、強敵に見える上で芝居の力量が必要になることから、ミュージカル『北斗の拳』でケンシロウを演じていたことで身体も仕上がっていた大貫が選ばれたという。

コラス
デザイアグランプリの元ゲームマスターである男。仮面の男としてギロリからヴィジョンドライバーを奪ってルールを書き換えてツムリを洗脳し、仮面ライダー同士が戦い合うデザイアロワイヤルを開催し、幸四郎の悪魔を連れ去って英寿や一輝たちをデザイアロワイヤルの予選に参加させた。
- キャラクターについては、「悪いサーカス団の団長」をイメージしており、本作品公開のタイミングではネタバレになるため詳細は言えないが、コラスのような趣向を持ったゲームマスターにしたといい、ギロリの立ち位置やデザイアグランプリの本来の目的をはっきりさせるために出したという。ギロリが仮面ライダーに変身することは決まっていたが、仮面ライダー同士で戦うのではなく、生身で戦うこととなり、ゲームマスターの正装として仮面を着け、コラスを演じる池田とギロリを演じる忍成は吹き替えではなく実際に本人が大部分を演じたという。

轟 栄一
戒真の父親で、政治家。独裁者になりたいという願いを叶えるためにコラスと結託して、戒真をデザイアロワイヤルに参加させる。

## 本作品オリジナルの仮面ライダー

### 仮面ライダーリバイ ビートフォーム
五十嵐一輝がリバイIDコアを装着したデザイアドライバーにビートバックルを装填して変身した特殊形態。
変身音声は「SET BEAT READY FIGHT」。
通常のリバイとは頭部デザインが異なり、ビートアックスが武器で、音を用いた特殊攻撃を繰り出すことが可能。

### 仮面ライダーリバイ ビートアームドプロペラ
五十嵐一輝がリバイIDコアを装着したデザイアドライバーにビートバックルとプロペラバックルを装填して変身した姿。
変身音声は「SET DUAL ON BEAT ARMED PROPELLER READY FIGHT」。
スピード戦法を得意とし、ビートアックスを武器にプロペラで飛行することが可能。最終決戦ではリバイスドライバーバックルによって、リバイとバイスの姿に戻った。

### 仮面ライダーバイス モンスターフォーム
バイスがバイスIDコアを装着したデザイアドライバーにモンスターバックルを装填して変身した特殊形態。
変身音声は「SET MONSTER READY FIGHT」。
バイスと相性が良く、両手のモンスターグローブによるパンチ技を得意とする。

### 仮面ライダーゲットオーバーデモンズ
玉置豪がデモンズドライバーとギラファバイスタンプを使用して変身したオーバーデモンズの強化形態。
変身音声は「Deal！ Decide up! Unknown. Unlest. Unliimited.（未知なる、混乱が、超える）仮面ライダーゲットオーバーデモンズ！」。
オーバーデモンズの上半身のシルバーとカッパーの配色が逆転し、頭部側面のスタッグアンテナが大型化している。
- オーバーデモンズのブラウンの部分を無彩色のガンメタなどにして、オーバーデモンズとは異なる差し色を入れている[19]。ギラファノコギリクワガタが生物モチーフのため、オーバーデモンズのクワガタのハサミ（顎）の部分をさらに大型化させている[19]。

ツール
ギラファバイスタンプ
オーバーデモンズの変身に使用されるギラファノコギリクワガタの遺伝子情報を秘めたバイスタンプ。

必殺技
デモンズフィニッシュ
敵をクワガタの巨大なアゴを展開させて挟み込む。

### 仮面ライダーシーカー パワードビルダーフォーム
轟戒真がシーカーIDコアを装着したデザイアドライバーにパワードビルダーバックルとギガントコンテナバックルを装填して変身したヘラジカをモチーフとした仮面ライダー。
変身音声は「SET WARNING WOULD YOU LIKE A CUSTOM SELECTION?」。
左肩と胸から展開した巨大なクローとギガントバックルを換装することで召喚した3種類のギガントウェポンを使い、幸四郎の悪魔と融合したことでギフの力を手に入れ、建機のような凄まじい攻撃力をもち、瞬時にブロックで防壁や塔を造り出すなど防御力も高い。
- ヘラジカモチーフのライダーは、『ギーツ』テレビシリーズ企画当初のバッファのポジションとして考えられていたものであったが、大きすぎる角はテレビシリーズで長く活躍するキャラとして取り回しが悪いのではないか、ということでレギュラー入りが見送られたが、映画ライダーとして採用することとなった[15][22][21]。
- マスクは角を初期案よりも小さくするなどのアレンジをしつつ、建機の無骨なディテールとシカの頭骨をかけ合わせてデザインしている[15][22][21]。ボディのコンセプトは「建機モチーフの外骨格アシストスーツが展開して4本腕となり、自在に多くの大型武器を使いこなすアーマー」で、左右非対称の展開方法で、右のアームが収納時には胸に来るようになっている[15]。当初は多くの武器を背中に背負っているイメージであったが、物理的に大砲や大剣を同時に背負わせるのは難しいことから、背中に武器を収納しているコンテナを2つ、太ももに1つ装備させている[15][21]。下半身は武装バックルフォームのカスタム版というイメージのデザインとなっている[15]。
- スーツは新規造形[23]。アップ・アクション兼用の1着が制作された[21]。

ツール・武器
ギガントソード、ギガントハンマー、ギガントブラスター
ギガントバックルを換装することで召喚する大剣、大型ハンマー、大型銃型のギガントウェポン。
- イメージに近い既存のプロップをピックアップしてリニューアルしている。

パワードビルダーバックル
ギガントコンテナバックルからギガントバックルを1つ選んでバックルに装填してレバーを引くことで、展開したアームが中央のIDコアを挟み、ギガントウェポンが出現する。
- 大型の武器を建機の力強さで使いこなすというコンセプトとなっている。

ギガントコンテナバックル
3種のギガントバックルが合体したレイズバックル。2種類のギガントウェポンを用いるハイブリッド、すべてのギガント武装を装備するギガントオールマイティへと展開する。

必殺技
ギガントフィニッシャー
破壊光線をギガントブラスターから放つ。

## 本作品オリジナルの登場怪人

### 未確認生命体
地球に時空の裂け目から侵入してきた宇宙生命で、ギフによって自分たちの母星と文明を滅ぼされた過去を持つ。コラスの依頼を受けて誘拐した幸四郎から悪魔を生み出す。
- テレビシリーズ終盤でギフを倒した後に現れた「空の裂け目」を使うことで、倒された後もギフの影響力や存在が大きいことを示し、宇宙からギフの力を狙って未確認生命体が来たという骨子となった[10]。
- リバイスと対する二人組という点と、『劇場版 超・仮面ライダー電王&ディケイド NEOジェネレーションズ 鬼ヶ島の戦艦』のゴルドラとシルバラが仮面ライダー1号と仮面ライダーV3モチーフであったことから、『仮面ライダーW』の左翔太郎とフィリップがモチーフとなった[24]。これまでの敵との差別化を目指してメカとの融合体というテーマとなっている[24]。

バリデロ
レーダーとしての機能を持つ探索用の昆虫型のデバイスを身体から無数に飛ばし、仮面ライダーたちを炎を放つ杖を武器に超人的な身体能力で圧倒する。一度倒されるが、イザンギによって蘇る。
- ガイアメモリの特徴として片腕に仕込んだ銃やメタルシャフトを入れ込み、頭部はジョーカー要素のピエロ帽子と翔太郎のハットを掛け合わせたデザインにしている。口元は阿吽の「阿」になっており、顔は全く新しい感じというより、あくまでもリバイスの敵と分かるようにデザインしている。

イザンギ
幸四郎から生み出した悪魔の力を得て強化し、仮面ライダーたちを触手のようなエネルギーなど人間の想像を超えた不可思議な戦法で圧倒した。
- フィリップモチーフとして、頭部にサイクロン、右腕にヒートとルナ、左腕にファングを当てはめている。口元は阿吽の吽となっている。レーダーは、これまでのスタンプにこだわらなくていいということで、スタンプに変わるギミックとして、赤ちゃんに使うことからハンコ注射のデザインとなった。

## 本作品オリジナルの用語
デザイアロワイヤル
コラスによって開催されたゲームで、予選の「悪魔マラソンゲーム」、最終戦の「仮面ライダー絶滅ゲーム」が行われた。悪魔マラソンゲームはエリアの壁が狭まり、壁に飲まれると退場するため、多くのライダーが退場した。仮面ライダー絶滅ゲームはコラスが倒れたことで中断し、ギロリによってデザイアグランプリ「シカゲーム」が開催された。

## キャスト
- 浮世英寿 / 仮面ライダーギーツ - 簡秀吉[2]
- 五十嵐一輝 / 仮面ライダーリバイ - 前田拳太郎[2]
- 桜井景和 / 仮面ライダータイクーン - 佐藤瑠雅[25]
- 鞍馬祢音 / 仮面ライダーナーゴ - 星乃夢奈[26]
- 吾妻道長 / 仮面ライダーバッファ - 杢代和人[27]
- ツムリ - 青島心[28]
- ニラム - 北村諒[29]
- 五十嵐大二 / 仮面ライダーライブ - 日向亘[30]
- 五十嵐さくら / 仮面ライダージャンヌ - 井本彩花[31]
- ジョージ・狩崎 / 仮面ライダージュウガ - 濱尾ノリタカ[28][32]
- 夏木花 / 仮面ライダーアギレラ - 浅倉唯[33]
- 玉置豪 / 仮面ライダーゲットオーバーデモンズ - 八条院蔵人[34]
- 門田ヒロミ - 小松準弥[35]
- 五十嵐幸四郎 - 掬
- 女子店員 - 桜野希子
- 旦那さん - 古川がん
- 奥さん - にしだまちこ
- 城戸真司 / 仮面ライダー龍騎 - 須賀貴匡[36]
- 秋山蓮 / 仮面ライダーナイト - 松田悟志[36]
- 浅倉威 / 仮面ライダー王蛇 - 萩野崇[36]
- 轟戒真 / 仮面ライダーシーカー - 大貫勇輔[37]
- コラス - 池田鉄洋[37]
- 轟栄一 - 山崎一[37]
- ギロリ / 仮面ライダーグレア - 忍成修吾[38]
- 五十嵐幸実 - 映美くらら[39]
- 五十嵐元太 - 戸次重幸[40]

### 声の出演
- バイス / 仮面ライダーバイス - 木村昴[28]
- バリデロ - 堀川りょう[37]
- イザンギ - 神谷浩史[37]
- ラブコフ - 伊藤美来[4]
- 幸四郎の悪魔 - 長谷川雅紀（錦鯉）[11]

### スーツアクター
- 仮面ライダーギーツ[41]、仮面ライダーライブ[41] - 中田裕士
- 仮面ライダーリバイ[7][3] - 縄田雄哉
- 仮面ライダータイクーン[41]、バイス / 仮面ライダーバイス[42][7][3] - 永徳
- 宮澤雪
- 仮面ライダーシーカー[7][3][43]、仮面ライダーグレア[44] - 小森拓真
- 仮面ライダー王蛇[45] - 岡元次郎
- 本田光騎
- 原隆太
- 仮面ライダーナイト[46] - 鈴木大樹
- 高田将司
- 伊藤茂騎
- 森博嗣
- 仮面ライダーゲットオーバーデモンズ[17][3] - 榮男樹
- 鍜治洸太朗
- 林本奈々
- 宇佐見紗風
- ラブコフ[47] - 五十嵐睦美
- 神前元
- 藤田洋平
- 寺本翔悟
- 米岡孝弘
- 岡田和也
- 杉森功明
- 酒井和真
- 上平田結花
- 岡田ひかる
- 安藤奈津美
- 田畑渚
- 大槻響
- 久田悠貴
- 佐々木勇人
- 坂梨由芽
- 杉森菜摘
- 松本直也
- 白井雅士
- 渡辺実
- 高木英一
- 井口尚哉
- 近藤雄太
- 塚越靖誠
- 菅野慶太
- 菅野聖
- 松岡凛
- 尾野透雅
- 大塚優希
- 安川蘭
- 川合立統
- 手塚陸斗
- 立花将
- 平島由章
- 酒井菜々子
- 門脇大輔
- 和多勇紀
- 石飛雄太
- 菅原沙衣
- 福元理恵子
- 菊地雄人
- 関川正隆
- 齊藤謙也
- 熊本敬介
- 久松宥希
- 大塚敦子
- 國井舞姫
- 佐藤丈
- 山口真弥
- 寺田涼夏
- 堀田慶斗
- 大内田将樹
- 海田真衣

## スタッフ
- 製作 - 手塚治（東映）、西新（テレビ朝日）、與田尚志（東映ビデオ）、野田孝寛（ADKエモーションズ）、木下直哉（木下グループ）、古澤圭亮（バンダイ）
- 企画 - 金子保之（東映）、三輪祐見子（テレビ朝日）、加藤和夫（東映ビデオ）、志村章（ADKエモーションズ）、谷川由希子（木下グループ）、大矢陽久（バンダイ）
- 原作 - 石ノ森章太郎
- 脚本 - 高橋悠也[2][注釈 2]、木下半太[2][注釈 3]
- 音楽 - 佐橋俊彦、中川幸太郎
- 撮影 - 倉田幸治
- 照明 - 泉田聖
- 美術 - 大嶋修一
- 録音 - 下代宗太郎
- 編集 - 若松広大
- スクリプター - 梅木望帆
- 助監督 - 葉山康一郎
- 制作担当 - 東正信
- ラインプロデューサー - 青柳夕子、下前明弘
- キャラクターデザイン・CG制作 - 田嶋秀樹（石森プロ）
- キャラクターデザイン - 山下貴斗・喜多統潤（PLEX）
- クリーチャーデザイン - 久正人、武藤聖馬
- 製作プロダクション - 東映テレビ・プロダクション
- スーパーバイザー - 小野寺章
- プロデューサー - 武部直美・望月卓（東映）、井上千尋（テレビ朝日）、古谷大輔（ADKエモーションズ）
- アクション監督 - 宮崎剛（リバイスパート、ギーツ・リバイスパートを担当）[48]、藤田慧（ギーツ・リバイスを担当）[49]（ジャパンアクションエンタープライズ）
- 特撮監督 - 佛田洋（特撮研究所）
- 「ギーツ / リバイス」製作委員会（東映、テレビ朝日、東映ビデオ、ADKエモーションズ、木下グループ、バンダイ）
- 監督 - 柴﨑貴行[2]

## 主題歌
「Change my future」
作詞・歌 - 倖田來未 / 作曲・アレンジ - Hi-yunk (BACK-ON),ALAN SHIRAHAMA,SLAY

## 制作
『リバイス』パートの脚本を担当した木下は、『リバイス』パートの上映時間が約30分と短いため、復活後のリバイとバイスの活躍までを描くとウェットな感じになるため、元気良く復活させて「デザイアグランプリ」に送り出している。物語としてはテレビシリーズで完結しているため、そのうえでバイスを最終回後にどう復活させるかを考えるのが難しかったという。バイス復活を描くにしても、『リバイス』の人々のドラマとして、最終回から一歩進んだ描写や情報を新提示することも必要であると思い、バイスは消えたが英寿の願いが作用して記憶を取り戻して忘れていないということになった。
後半パートの脚本を担当した高橋は、映画ならではのミッションとして「悪魔マラソンゲーム」を描き、今後のテレビシリーズの展開のヒントになるような要素も散りばめているという。また、企画段階から木下の脚本との2本立てにすることは決定していたが、脚本を2人の作家が書きながらも、1本の映画に見えるような構造にするため、ゲームマスターを『リバイス』編に出したり、幸四郎の悪魔などの設定を『ギーツ』編に引き継ぐことで、2作品の接着面を混ぜている。また、高橋が『ギーツ』編の脚本で書いた『リバイス』メンバーのセリフなどは木下が修正している。
ゲームというロジカルなのものに向き合っていくキャラが『ギーツ』には多いため、ミステリアスで腹の底が見えない英寿とは対照的に、ヒーローらしく真正面から立ち向かう一輝にエモーショナルな部分を担ってもらっている。
冬映画は3部構成というのが多かったが、前年の冬映画『仮面ライダー ビヨンド・ジェネレーションズ』はパート分けをしておらず、本作品でも3部構成という話もあったが、それを詰めていった結果、現在の形になったという。
「レジェンドを入れてほしい」という製作委員会の依頼から、ゲーム繋がりで『仮面ライダーエグゼイド』を推す声もあったが、生き残りゲームということから『龍騎』が選ばれた。これに関しては、『ギーツ』が生き残りゲームというコンセプトであると発表された段階で「いつ龍騎は出るのか？」というような反応もあり、どうせ龍騎を出すのであれば映画のスケール感でやってみたいと思った部分が大きかったという。
『龍騎』のキャラクターに関しては、デザイアロワイヤルがデザイアグランプリよりルールがハードになっていたため、参加者として招かれ、劇中では描かれなかったが、秋山蓮はミラーワールドに捕らわれた城戸真司を助けるために形だけ参加しているものとなっているという。真司（龍騎）の「戦いを止める」というような立ち位置のキャラクターは、『ギーツ』では景和（タイクーン）であったため、ラストに景和と真司が会うシーンを入れている。

## 映像ソフト化
2023年4月26日発売。Blu-ray Disc / DVDでリリース。
- 仮面ライダーギーツ×リバイス MOVIEバトルロワイヤル 通常版（DVD1枚組）
  - 音声特典
    - バリアフリー日本語音声ガイド

  - 映像特典
    - TRAILER
- 仮面ライダーギーツ×リバイス MOVIEバトルロワイヤル コレクターズパック（Blu-ray1枚組）
  - 音声特典
    - バリアフリー日本語音声ガイド
    - オーディオコメンタリー（進行：オジンオズボーン 篠宮暁）
      - リバイスパート：前田拳太郎×プロデューサー：望月卓
      - ギーツパート：簡秀吉×青島心×監督：柴﨑貴行

  - 映像特典
    - MAKING
    - 公開記念舞台挨拶
    - 公開記念イベント「仮面ライダー龍騎ナイト」
    - SPOT集
    - TRAILER
    - DATA FILE
    - POSTER GALLERY

  - 初回限定特典
    - フォトカードセット（3枚組）
    - 特製スリーブケース

## プロモーション

### 前売券
プレミア前売券「仮面ライダーバイスIDコア」
2022年12月2日より東映ONLINE STOREにて発売。別売りの「DXデザイアドライバー」と組み合わせて遊ぶことが可能。全国合計1.5万個セットの数量限定。
特典付きムビチケ前売券「劇場にENTRY！変身カードホルダー」
2022年11月18日より一部の劇場窓口にて発売。仮面ライダーギーツver.と仮面ライダーリバイスver.のいずれか2種類から選択可能。全国合計3万個（2種各1.5万個）セットの数量限定。
特典付きムビチケ前売券（オンライン）「スパイダーフォン壁紙」
2022年11月25日発売。「ギーツ」のテレビシリーズの作中で浮世英寿ら『デザイアグランプリ』参加者が所持する、「スパイダーフォン」デザインのスマートフォン壁紙画像となっている。購入後後日購入者へ配信された。

### 入場者プレゼント
一気にブースト！バトロワダッシュヒーロー
公開初日の2022年12月23日より配布開始。入場者30万人にプレゼントされる。マシンに乗ったギーツまたはリバイのいずれかをプレゼント。

### イベント・キャンペーン
東急電鉄
2022年12月23日から2023年1月23日までの期間、本作品の公開を記念したスタンプラリーを開催。一部を除く東急線各駅の専用ラックからスタンプ帳を入手、スタンプ台設置駅5か所でスタンプを全て押し設置駅の各窓口の駅係員に提示すると、スタンプ帳に付属の応募専用はがきに「ミッションクリアスタンプ」を押されミッションクリアとなる。
また、スタンプを全て集めた状態で応募専用はがきから必要事項を記入して応募すると抽選で100名に「ミッションクリアプレゼント」として『仮面ライダーギーツ』 DXマグナムシューター40Xや本作品オリジナルのQUOカード、映画ポスターが貰えるプレゼントキャンペーンも実施されていた。
パズル&ドラゴンズ
2022年12月5日から12月19日までの期間、アプリ内で仮面ライダーとのコラボイベントを開催。ギーツ、リバイス、龍崎も登場した。
入プレGETでおでかけキャンペーン！
2022年12月23日から1月下旬までの期間、一部の対象施設・店舗にて「一気にブースト！バトロワダッシュヒーロー」または同アイテムに包装されている袋に印字のQRコード、または鑑賞済みの映画半券を提示するとビジュアルカードやオリジナルデザイアカードなどがもらえるほか、商品・料理・サービスの無料追加、料金割引などの特典が受けられた。
あきんどスシロー
2022年12月14日から12月29日までの期間、本作品とコラボレーションした寿司「仮面ライダーギーツ×リバイス すし」が期間限定で登場、『仮面ライダーバトル ガンバライジング』のカード4種類のうちの1枚が寿司に付属される。
また、これとは別に2022年12月15日から25日までの期間、スシロー公式Twitterアカウントをフォローの上、同コラボレーションの寿司に関わる対象ツイートをリツイートすると、抽選で10名にギーツ×リバイス MOVIE バトルロワイヤル オリジナル デザイアカード&食事券3000円分がプレゼントされるキャンペーンも同時に実施されていた。

## 他媒体展開

### 関連番組
『クレヨンしんちゃん』（テレビ朝日系全国ネット）
2022年12月10日放送の番組内で、仮面ライダーギーツと野原しんのすけによるスペシャルコラボ映像が登場。
『仮面ライダーギーツ』（テレビ朝日系全国ネット）
2022年12月11日放送の番組内で、前述の『クレヨンしんちゃん』に続きギーツとしんのすけによるコラボ映像が登場。
『新世界 メタバースTV!!』（一部テレビ朝日系列局ネット）
2022年12月11日放送回で本作品とのコラボレーション回として簡秀吉、佐藤瑠雅、星乃夢奈、杢代和人がゲスト出演。放送終了後は、ギーツの出演者によるメタバース限定無料トークショーも開催された。
『全力坂』
映画公開記念として2022年12月21日に仮面ライダーリバイと仮面ライダーバイスがくらぼね坂（東京都国分寺市南町）を全力完走、同年12月22日に仮面ライダーギーツが三楽の坂（東京都小金井市貫井南町）を全力完走した。
『グッド！モーニング』（一部テレビ朝日系列局ネット）
2022年12月22日放送のお天気コーナーに簡秀吉が出演。